# ティナ・トルステニャク
ティナ・トルステニャク（Tina Trstenjak 1990年8月24日 - ）は、スロベニアのツェリェ出身の柔道選手。階級は63kg級。身長162cm。

## 人物
柔道は8歳の時にSankaku柔道クラブで始めた。最初の指導者は9歳年上で、後のロンドンオリンピック金メダリストのウルシカ・ジョルニルだったという。
2008年の世界ジュニア57kg級で3位になると、2009年の世界ジュニアでも3位になった。その後階級を63kg級に上げ、2012年のU23ヨーロッパ選手権では3位だった。ロンドンオリンピックの際には金メダルを獲得したジョルニルの打ち込み相手を務めた。2013年にはヨーロッパ選手権で3位となったものの、世界選手権では5位にとどまった。2014年にはヨーロッパ選手権の決勝でフランスのクラリス・アグベニューに敗れるも2位になった。世界選手権では準々決勝で前年の世界チャンピオンであるイスラエルのヤーデン・ジェルビに敗れるが、敗者復活戦を勝ち上がって3位になった。その後、グランドスラム・アブダビとグランドスラム・東京では優勝を飾った。
2015年にはグランプリ・ザグレブ決勝で世界チャンピオンのアグベニューに一本勝ちしたのを始め、グランプリ大会で3つの優勝を飾った。ヨーロッパ競技大会では2位にとどまった。世界選手権では決勝でアグベニューと対戦すると、技ありと有効を取って勝利を収めてスロベニアの選手としては初の世界チャンピオンとなった。グランドスラム・パリでも優勝したが、グランドスラム・東京では2位に終わり2連覇はならなかった。2016年のヨーロッパ選手権では優勝した。そして迎えたリオデジャネイロオリンピックでは再びアグベニューと決勝で対戦すると、崩上四方固で破って金メダルを獲得した。63kg級で2大会連続して金メダルを獲得するなど、スロベニアのような小国がなぜこれほどの成功を収めることができたのかとの問いに対して、スロベニア柔道が現在あるような礎を築き上げたコーチのマリアン・ファビアンのおかげに尽きると回答した。また、若い世代に伝えたい事として、自分自身やコーチをひたすら信じて、インターネットで触れた情報には決して惑わされないようにとも語った。2017年のヨーロッパ選手権では2連覇した。世界選手権では決勝でアグベニューに反則負けして2位だった。2018年のヨーロッパ選手権では2位だった。世界選手権では準決勝で田代未来に技ありで敗れて3位だった。2019年に東京で開催された世界選手権では準決勝で田代の肘を伸ばしながら技を仕掛けてきたのが、立ち姿勢で関節技を決めようとする危険な行為とみなされて反則負けすると、3位決定戦には規定により出場できず5位に終わった。2021年のヨーロッパ選手権では優勝した。7月に日本武道館で開催された東京オリンピックでは決勝で前回と同じくアグベニューと対戦すると、技ありで敗れて2連覇はならなかった。2022年に現役を引退すると、IJFアカデミーに加わった。

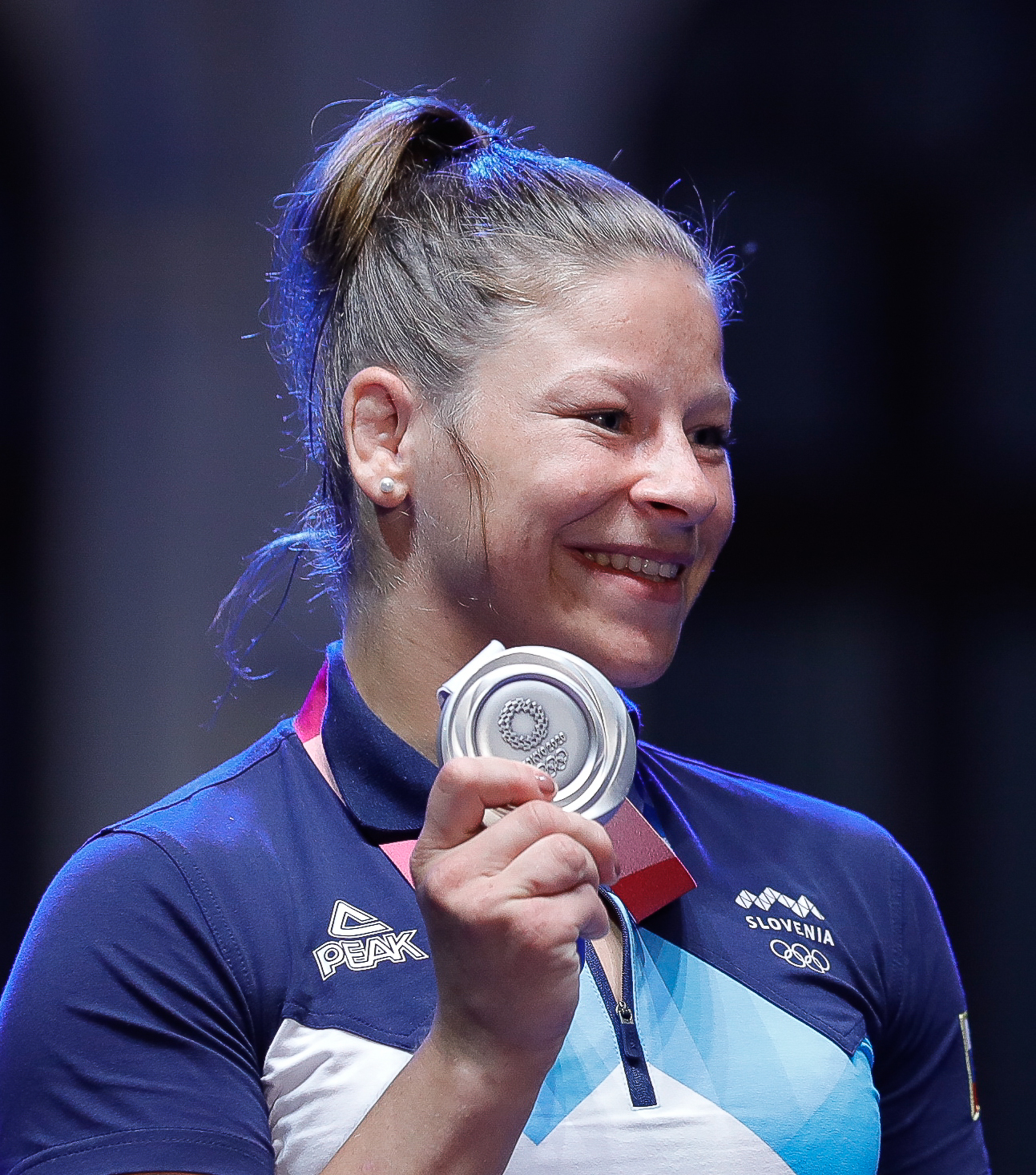
2020東京オリンピック

## 主な戦績
57kg級での成績
- 2008年 - 世界ジュニア　3位
- 2009年 - ワールドカップ・プラハ　3位
- 2009年 - 地中海競技大会　3位
- 2009年 - 世界ジュニア　3位
- 2010年 - ワールドカップ・ソフィア　3位

63kg級での戦績
- 2011年 - ワールドカップ・タシュケント　2位
- 2011年 - ワールドカップ・アルマトイ　2位
- 2012年 - ワールドカップ・ソフィア　3位
- 2012年 - ワールドカップ・ローマ　優勝
- 2012年 - ワールドカップ・イスタンブール　優勝
- 2012年 - U23ヨーロッパ選手権　3位
- 2012年 - グランプリ・青島　3位
- 2013年 - ワールドカップ・ソフィア　2位
- 2013年 - ヨーロッパ選手権　3位
- 2013年 - グランドスラム・バクー　2位
- 2013年 - 世界選手権　5位
- 2013年 - ヨーロッパオープン・ローマ　優勝
- 2014年 - ワールドカップ・ソフィア　優勝
- 2014年 - グランドスラム・パリ　5位
- 2014年 - ヨーロッパ選手権　2位
- 2014年 - 世界選手権　3位
- 2014年 - グランドスラム・アブダビ　優勝
- 2014年 -　グランドスラム・東京 優勝
- 2015年 - グランプリ・トビリシ　優勝
- 2015年 - グランプリ・ザグレブ　優勝
- 2015年 - グランプリ・ブダペスト　優勝
- 2015年 - ヨーロッパ競技大会　個人戦　2位　団体戦　3位
- 2015年 - 世界選手権 優勝
- 2015年 - グランドスラム・パリ　優勝
- 2015年 - グランドスラム・東京　2位
- 2016年 - グランドスラム・パリ　5位
- 2016年 - グランプリ・デュッセルドルフ　優勝
- 2016年 - ヨーロッパ選手権　優勝
- 2016年 - グランプリ・ブダペスト　2位
- 2016年 - リオデジャネイロオリンピック 優勝
- 2016年 -　グランドスラム・東京　3位
- 2017年 -　グランドスラム・パリ　優勝
- 2017年 -　グランプリ・デュッセルドルフ　3位
- 2017年 - ヨーロッパ選手権　優勝
- 2017年 -　世界選手権　2位
- 2017年 -　グランドスラム・東京　3位
- 2018年 -　グランプリ・チュニス　優勝
- 2018年 -　グランドスラム・パリ　3位
- 2018年 - ヨーロッパ選手権　2位
- 2018年 - グランプリ・ザグレブ　2位
- 2018年 -　世界選手権　　3位
- 2018年 -　グランドスラム・アブダビ　3位
- 2018年 -　グランドスラム・大阪　5位
- 2018年 -　ワールドマスターズ　3位
- 2019年 - グランドスラム・パリ　2位
- 2019年 - グランドスラム・バクー　2位
- 2019年 - グランプリ・ザグレブ　優勝
- 2019年 - 世界選手権　5位
- 2019年 -　グランドスラム・アブダビ　優勝
- 2020年 - グランドスラム・パリ　3位
- 2020年 -　グランドスラム・デュッセルドルフ　2位
- 2020年 -　グランドスラム・ブダペスト　優勝
- 2020年 - ヨーロッパ選手権　7位
- 2021年 -　グランドスラム・テルアビブ　優勝
- 2021年 -　ヨーロッパ選手権　優勝
- 2021年 -　東京オリンピック　2位

(出典、JudoInside.com)　